# 동티모르 포르투갈어

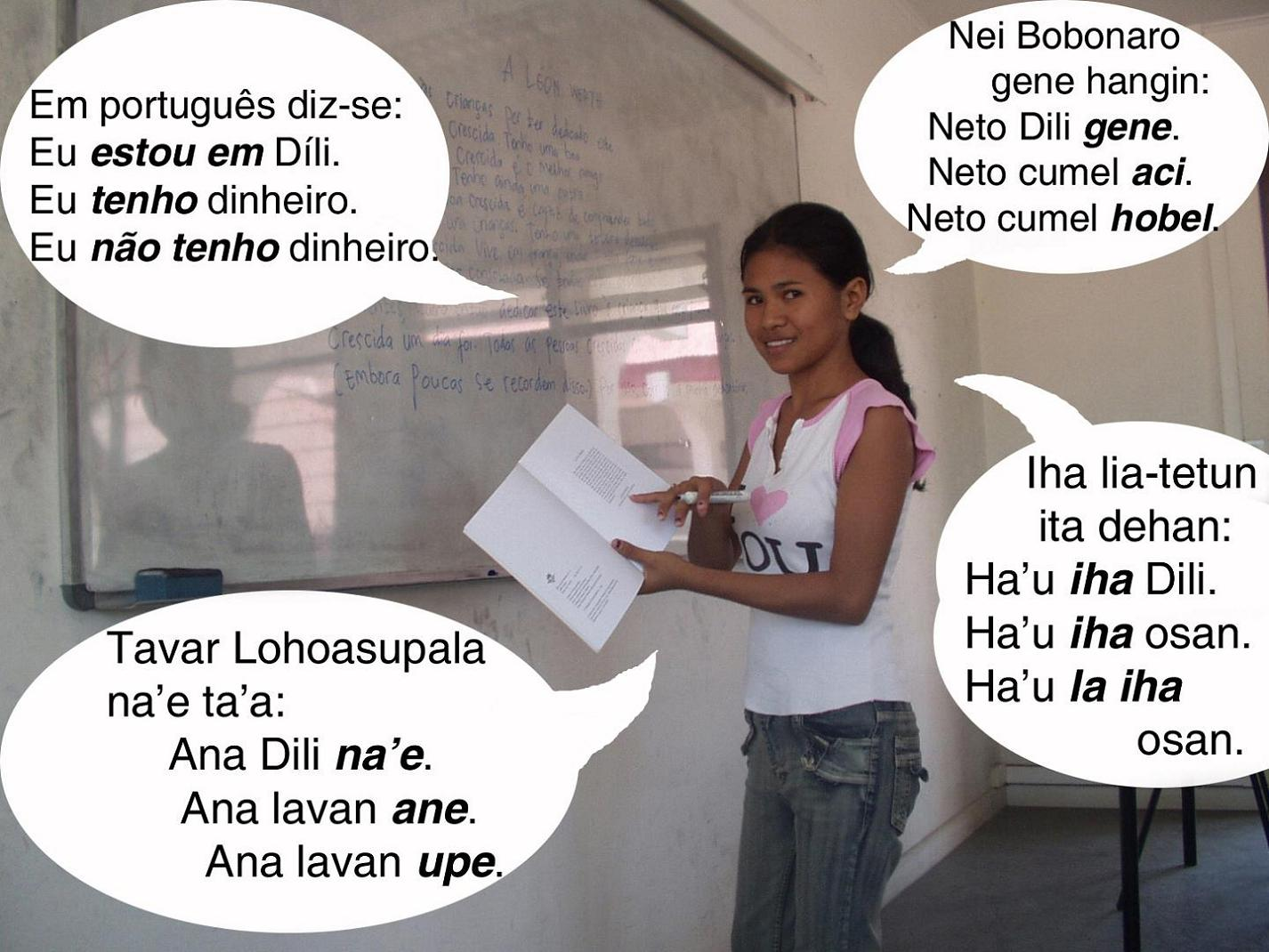
다국어 사용국인 동티모르에서의 학습, 왼쪽부터 시계 방향으로 포르투갈어, 부나크어, 테툼어, 파탈루쿠어

동티모르 포르투갈어(Português timorense는 포르투갈어) 또는 누산타라 포르투갈어(Português nusantarano는 포르투갈어)는 동티모르에서 사용되는 포르투갈어의 언어변종이다. 이는 테툼어와 함께 동티모르의 공용어 중 하나이다. 브라질을 제외한 다른 포르투갈어권 국가들과 마찬가지로 동티모르의 포르투갈어 교육과정은 유럽 포르투갈어를 기반으로 하며, 일부 발음에서 현지화가 이루어졌다. 동티모르는 마카오와 같은 중국의 특별 자치 지역을 제외하고 포르투갈어를 공용어로 사용하는 유일한 아시아 주권국이다. 이 나라에서는 초등 교육 및 고등 교육 수준 모두에서 포르투갈어 강좌에 대한 수요가 증가하고 있다.

## 역사
동티모르 포르투갈어는 16세기부터 시작된 포르투갈령 티모르의 포르투갈 통치의 유산이다. 이는 동양에 대한 포르투갈의 발견 시기에 처음 접촉이 있었지만, 네덜란드에 의해 나머지 섬과 분할된 후 18세기에 포르투갈령 티모르에 크게 노출되었다.
그러나 포르투갈 통치 기간 동안 테툼어는 동티모르의 주요 링구아 프랑카로 남아 있었는데, 딜리에서 사용되는 가장 흔한 형태인 테툰-프라사는 포르투갈어의 영향을 많이 받았다. 1974년 포르투갈에서 카네이션 혁명이 일어난 후 포르투갈령 티모르에서 처음으로 정당들이 생겨났는데, 이들은 모두 포르투갈어의 지속적인 사용을 지지했다. 인도네시아와의 통합을 주장하는 유일한 정당인 APODETI조차도 인도네시아어와 함께 "포르투갈어를 누릴" 권리를 지지할 것이라고 밝혔다.
1975년 12월 7일, 포르투갈로부터 독립을 선언한 지 9일 후 동티모르는 인도네시아에 의해 침공당했으며, 인도네시아는 1976년 이 영토를 27번째 주로 선포하고 인도네시아어를 유일한 공용어로 지정했다. 인도네시아 점령 기간 동안 인도네시아 당국은 포르투갈어를 위협으로 간주하여 교육, 행정 및 언론에서 포르투갈어 사용을 금지했다.
대통령 수하르토에게 인도네시아와의 통합을 청원했던 '인민 의회'가 Integração de Timor Timur na República da Indonésia(동티모르의 인도네시아 공화국으로의 통합)라는 배너 아래 포르투갈어로 회의를 진행했음에도 불구하고 이러한 조치가 취해졌다.
포르투갈어로 가르치던 마지막 학교인 엑스떼르나뚜 상 주제는 1992년에 문을 닫았다.
포르투갈어의 공용어 재도입은 인도네시아에서 교육받은 젊은이들 사이에서 비판을 불러일으켰지만, 2004년 인구 조사에 따르면 6세 이상 응답자 중 36.7% (총 741,530명 중 272,638명)가 “포르투갈어 능력이 있다”고 답했다.

## 사회적 맥락

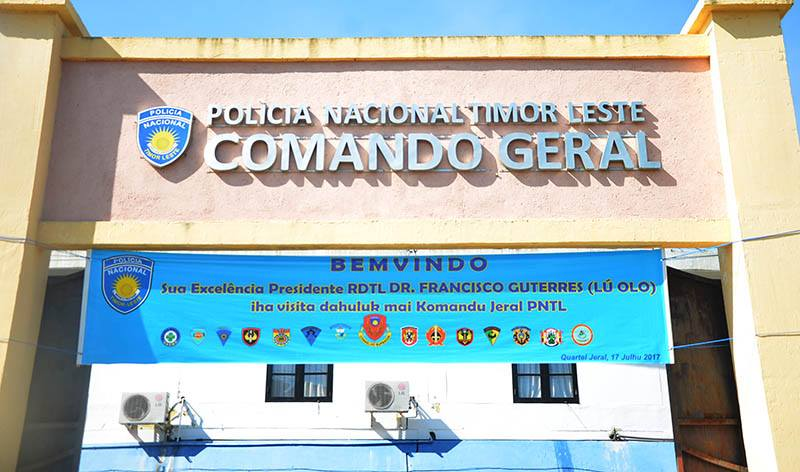
동티모르 국가경찰 딜리 사령부 건물

독립 후 동티모르의 새 정부는 포르투갈어를 테툼어와 함께 공식 언어로 복원했으며, 인도네시아어와 영어는 "실무 언어"로 지정했다. 동티모르는 브라질, 포르투갈, 라틴 연합에 언어 교육 확산을 위한 도움을 요청했지만, 공식 및 공공 영역에서의 포르투갈어의 중요성은 인도네시아에서 교육받은 젊은 동티모르인들로부터 일부 적대감을 받았다.
동티모르의 일부 사람들은 포르투갈과 브라질 출신 교사들이 현지 언어를 모르거나 현지 문화를 이해하지 못하여 동티모르에서 가르치기에 적합하지 않다고 불평했다. 그럼에도 불구하고 유엔 동티모르 임시행정부를 이끌었던 고(故) 세르지우 비에이라 지 멜루는 브라질인이었지만, 샤나나 구스망(동티모르 초대 대통령)과 포르투갈어 사용자로서 긴밀한 협력 관계를 구축했을 뿐만 아니라 테툼어를 배우려는 노력으로 많은 동티모르인들의 존경을 받았다.

## 음운론
동티모르인의 포르투갈어 방언은 인도, 말레이시아, 인도네시아 방언과 같은 다른 포르투갈어권 아시아 방언과 유사하며, 어느 정도는 아프리카 방언과도 유사하다. 동티모르 포르투갈어와 리스본에서 사용되는 포르투갈어의 인지 가능한 차이는 동티모르 화자의 억양에 있는데, 이는 포르투갈어 위에 미묘한 테툼어 기반의 억양이 실려 있다. "부탁합니다"의 번역은 por favor이다. 브라질 포르투갈어 구어체에서는 [puʁ faˈvo], 브라질 교육받은 발음에서는 [poʁ faˈvoʁ] 또는 [poɾ faˈvoɾ], 동티모르에서는 [po faˈvo]이지만, 유럽 포르투갈어에서는 [poɾ fɐˈvoɾ]이다. 지방 정부와 학교는 마카오, 포르투갈, 포르투갈어 공용 아프리카 국가가 사용하는 유럽식 방언을 엄격히 가르치는데, 유럽식이 선택된 발음이며, 원어민 발음은 모잠비크식 발음보다는 유럽식에 더 가깝지만 유럽식과 모잠비크식 방언의 중간 정도이기 때문에 외국인들이 동티모르에서 [poɾ fɐˈvoɾ]를 사용하는 것을 흔히 들을 수 있다. 포르투갈어 표준 음운론은 인구의 모국어는 아니지만 테툼어 및 기타 토착어의 영향을 약간 받는다.
음운론적 수준에서는 전위, 비음 제거, 재음절화 및 구개음 ([ʃ] > [sʲ] 또는 [s]로 발음되는 경우)과 같은 현상이 나타난다.
예시: chegar (도착하다) [se.ˈga.a] ~ [ˈsʲe.ga]; chá (차) [sʲa]; bicho (벌레) [ˈbi.su];
/ɲ/ > [ɲ], [n], [nʲ], 또는 [j]와 같이 발음된다.
예시: vinho (와인) [ˈbi.nʲu] ~ [ˈvi.nʲu]; rascunho (초안) [ras.ˈku.nʲu] ~ [ras.ˈku.nju]; bonitinho (귀여운) [bo.ni.ˈti.ju] ~ [bo.ni.ˈti.nʲu];
비음화는 동티모르의 토착어뿐만 아니라 전 세계의 많은 언어에도 존재하지 않는 유형학적 특징이다. 따라서 동티모르에서 사용되는 포르투갈어는 광범위하게 비음 제거 현상을 나타내며, 선행 비음화(예: "cama" [ˈkãma]와 같이 브라질 포르투갈어를 포함한 많은 포르투갈어 변형에서 나타나는 현상)를 나타내지 않는다. 몇 가지 예는 다음과 같다.
educação (교육) [e.du.ka.ˈsa.u] ~ [e.du.ka.ˈsa.un]
ação (행동) [a.ˈsa.u] ~ [a.ˈsa.un]
confissão (고백) [kon.fi.ˈsa.u] ~ [kon.fi.ˈsa.un]
또한, 동티모르인들은 일반적으로 음소 /ʒ/를 [z] 또는 [dʒ]로 구개음화한다. 예시: ʒ > z
já [za] ~ [dʒa]; vigésimo (스무 번째) [vi.„zɛ.zi.mu] ~ [bi.„zɛ.zi.mu] ~ [vi.„zɛ.si.mu] ~ [bi.„zɛ.si.mu].

## 사용
포르투갈어는 동티모르인들 사이에서 사용이 증가하고 있는 것으로 보인다. 한 연구에 따르면 2002년에는 동티모르인의 11%만이 가정에서 사용한다고 답했지만, 2019년에는 응답자의 3분의 1이 가정에서 사용하는 언어로 포르투갈어를 지목할 정도로 증가했다.

## 철자법
동티모르는 포르투갈, 포르투갈어 공용 아프리카 국가, 마카오에서 사용하는 표준 유럽 포르투갈어(português-padrão) 철자 패턴을 사용한다.

## 같이 보기
- 크리스탕족
- RTP 인테르나시오날
- 모잠비크 포르투갈어
- 카몽이스 문화원